# Абдихоликов, Бобур Алишер огли
Бобур Алишер огли Абдихоликов (узб. Бобур Алишер огли Абдихолиқов; род. 23 апреля 1997, Касан, Кашкадарьинская область) — узбекский футболист, нападающий узбекского клуба «Пахтакор» и сборной Узбекистана.

## Клубная карьера

### «Насаф»
Родился в городе Касан Кашкадарьинской области Узбекистана. Является воспитанником каршинского «Насафа», в состав первой команды клуба нападающего перевели в июне 2015 года. 12 июня 2015 дебютировал во взрослом футболе в матче Кубка Узбекистана в поединке против «Актепа», в котором на 85-й минуте заменил Акрамджона Бахтритдинова. В дополнительное время отличился голом и принёс победу своей команде со счетом 2:1. В дебютном для себя сезоне сыграл 4 матча, в которых отметился двумя голами. Дебютным голом в Суперлиге отличился 11 апреля 2016 в ничейном (1:1) поединке четвёртого тура против ташкентского «Пахтакора».
В следующем сезоне 2017 отличился в два раза больше, 8-ю голами в 21-м матче. В сезоне 2018 стал одним из лучших бомбардиров Суперлиги Узбекистана, отметился 13 голами в 27 матчах, в том числе и 8-я — в раунде плей-офф на вылет. После успешного для себя сезона 2018 года следующего сезон провёл не так ярко, отметился тремя голами в 20-ти поединках чемпионата. В сокращенном сезоне 2020 вновь продемонстрировал бомбардирский талант, в котором стал вторым лучшим бомбардиром лиги, отличился 17 голами в 23 матчах, уступив лишь сербскому ветерану Драган Черану с ташкентского «Пахтакора» (20 голов).

### «Энергетик-БГУ»
19 февраля 2021 года подписал 3-летний контракт с львовским «Рухом». Покинул команду в мае 2021 года. В июле 2021 года присоединился к белорусскому клубу «Энергетик-БГУ». Дебютировал за команду 17 июня 2021 года в Высшей лиге против «Сморгони». Первым голом отметился 17 сентября 2021 года против «Торпедо-БелАЗ».
Первыми результативными действиями в новом сезоне отличился 19 марта 2022 года в матче против «Витебска», где футболист забил два гола и отдал голевую передачу. В матче 2 тура Высшей Лиги 3 апреля 2022 года против «Торпедо-БелАЗ» футболист также отметился дублем. По версии АБФФ стал лучшим игроком 2 тура Высшей Лиги 2022 года. В матче 6 тура чемпионата 2 мая 2022 года против гродненского «Немана» отметился первым хет-триком в турнире. В матче 9 июля 2022 года против «Гомеля» прервал свою голевую серию из 7 голов в 7 подряд матчах. Очередной дубль оформил 5 августа 2022 года в матче против «Витебска». Через месяц 3 сентября 2022 года в матче против «Ислочи» снова отличился 2 забитыми голами. После матча 2 ноября 2022 года против минского «Динамо», где футболист снова забил 2 гола, сравнялся с Сергеем Давыдовым по количеству голов за сезон, тем самым поделив с ним строчку лучших бомбардиров легионеров Высшей Лиги. По итогу сезона стал серебряным призёром Высшей Лиги. Также сам футболист стал лучшим бомбардиром чемпионата с 26 голами, а также лучшим игроком по системе гол+пас с 32 очками. Попал в символическую сборную Высшей Лиги. Вскоре футболист сообщил, что покидает клуб. Также по статистике футболист установил 3 новых рекорда в чемпионате, такие как голы в гостевых матчах, голы за сезон среди легионеров и очки по системе гол+пас среди легионеров, а также повторил еще 2 рекорда, такие как количество дублей за сезон и число победных мячей. Гол, забитый в ворота бобруйской «Белшины», попал в топ 10 голов в Высшей Лиги.

### «Ордабасы»
В январе 2023 года футболист проходил просмотр в казахстанском клубе «Ордабасы». В феврале 2023 года руководитель казахстанского клуба Бауыржан Абдубаитов подтвердил, что с узбекистанским футболистом был заключён контракт. Официально был представлен в казахстанском клубе 25 февраля 2023 года. Дебютировал за клуб в этот же день с поражения за Суперкубок Казахстана против «Астаны». В своём дебютном матче 4 марта 2023 года в рамках казахстанской Премьер Лиги отличился дебютным забитым голом в против «Каспия».

### «Сумгаит»
20 февраля 2025 года перешёл в «Сумгаит». Контракт рассчитан до конца сезона.

## Карьера в сборной
В мая 2017 года Бобур впервые сыграл за сборную Узбекистана до 23 лет. В январе 2018 года вместе со сборной выиграл молодёжный чемпионат Азии в Китае, на котором сыграл во всех матчах своей команды, но в основном выходил на поле в концовке матчей, где играл вместе с капитаном команды Забихилло Уринбаевым. В том же году на Азиатских играх отличился 1 голом в 4-х матчах. В следующем году оставался основным игроком под руководством тренера Равшана Хайдарова, а также поехал на молодёжный чемпионат Азии 2020, где отличился 1 голом в 6 матчах. За команду забил более 20 голов, благодаря чему стал одним из лучших бомбардиров в данной возрастной категории в новейшей истории Узбекистана.
В футболке национальной сборной Узбекистана дебютировал 8 июня 2018 в проигранном (0:3) товарищеском матче против Уругвая, в котором во втором тайме заменил Загибиллу Уринбаева.
В ноябре 2022 года футболист спустя 4 года попал в расширенный список национальной сборной.

## Клубная статистика
| Клуб                              | Сезон            | Лига                     | Лига | Лига | Нац. кубок | Нац. кубок | Кубок лиги | Кубок лиги | Континентальные кубки | Континентальные кубки | Другие турниры | Другие турниры | Итого | Итого |
| Клуб                              | Сезон            | Дивизион                 | Игры | Голы | Игры       | Голы       | Игры       | Голы       | Игры                  | Голы                  | Игры           | Голы           | Игры  | Голы  |
| --------------------------------- | ---------------- | ------------------------ | ---- | ---- | ---------- | ---------- | ---------- | ---------- | --------------------- | --------------------- | -------------- | -------------- | ----- | ----- |
| «Насаф»                           | 2015             | Суперлига Узбекистана    | 1    | 0    | 3          | 2          | -          | -          | -                     | -                     | -              | -              | 4     | 2     |
| «Насаф»                           | 2016             | Суперлига Узбекистана    | 18   | 4    | 5          | 2          | -          | -          | 6                     | 2                     | -              | -              | 29    | 8     |
| «Насаф»                           | 2017             | Суперлига Узбекистана    | 21   | 8    | 2          | 0          | -          | -          | 2                     | 0                     | -              | -              | 25    | 8     |
| «Насаф»                           | 2018             | Суперлига Узбекистана    | 27   | 13   | 1          | 0          | -          | -          | 7                     | 2                     | -              | -              | 35    | 15    |
| «Насаф»                           | 2019             | Суперлига Узбекистана    | 20   | 3    | 4          | 1          | 0          | 0          | 0                     | 0                     | -              | -              | 24    | 4     |
| «Насаф»                           | 2020             | Суперлига Узбекистана    | 25   | 17   | 3          | 0          | -          | -          | -                     | -                     | -              | -              | 28    | 17    |
| «Насаф»                           | Итого            | Итого                    | 112  | 45   | 18         | 5          | 0          | 0          | 15                    | 4                     | -              | -              | 145   | 54    |
| «Рух» (Львов) / «Рух-U21» (Львов) | 2020/21          | Премьер-лига Украины     | 0    | 0    | 0          | 0          | -          | -          | -                     | -                     | -              | -              | 0     | 0     |
| «Рух» (Львов) / «Рух-U21» (Львов) | 2020/21          | Молодёжный чемпионат U21 | 6    | 2    | 0          | 0          | -          | -          | -                     | -                     | -              | -              | 6     | 2     |
| «Рух» (Львов) / «Рух-U21» (Львов) | Итого            | Итого                    | 6    | 2    | 0          | 0          | -          | -          | -                     | -                     | -              | -              | 6     | 2     |
| «Энергетик-БГУ»                   | 2021             | Высшая лига              | 14   | 2    | 0          | 0          | -          | -          | -                     | -                     | -              | -              | 14    | 2     |
| «Энергетик-БГУ»                   | 2022             | Высшая лига              | 30   | 26   | 1          | 1          | -          | -          | -                     | -                     | -              | -              | 31    | 27    |
| «Энергетик-БГУ»                   | Итого            | Итого                    | 44   | 28   | 1          | 1          | -          | -          | -                     | -                     | -              | -              | 45    | 29    |
| Всего за карьеру                  | Всего за карьеру | Всего за карьеру         | 162  | 75   | 19         | 6          | 0          | 0          | 15                    | 4                     | -              | -              | 196   | 85    |

1. 1 2 3  Матчи и голы в Лиге чемпионов АФК